# 1984 (Rick Wakeman)
1984 è un album in studio da solista del tastierista britannico Rick Wakeman, pubblicato nel 1981.

## Il disco
Si tratta di un concept album basato sul romanzo 1984 di George Orwell.
I testi delle canzoni sono stati scritti da Tim Rice.
La copertina è un'opera realizzata dal gruppo Hipgnosis.

## Tracce
Side 1
1. 1984 Overture / Wargames (feat. Chaka Khan) – 10:57
2. Julia (feat. Chaka Khan) – 4:45
3. Hymn (feat. Jon Anderson) – 3:13
4. The Room (Brainwash) – 4:16

Side 2
1. Robot Man (feat. Chaka Khan & Kenny Lynch) – 3:55
2. Sorry – 3:18
3. No Name (feat. Steve Harley) – 3:06
4. Forgotten Memories – 2:57
5. Proles (feat. Tim Rice) – 3:32
6. 1984 – 6:28

## Formazione
- Rick Wakeman – tastiera
- Steve Barnacle – basso
- Tim Stone – chitarra
- Gary Barnacle – sassofono
- Frank Ricotti – batteria
- Chaka Khan, Kenny Lynch, Steve Harley, Tim Rice, Jon Anderson – voce